# King's Cove
King's Cove es un pueblo canadiense situado en la provincia de Terranova y Labrador.

## Superficie
King's Cove tiene una superficie de 21,44 km².

## Demografía
En 2021, tenía 75 habitantes, una densidad poblacional de 3,5 hab./km², y 85 viviendas.